# Mulheres no Japão
Após a Segunda Guerra Mundial, o modelo cultural dominante para o papel das mulheres no Japão era o de "office lady" (OL), que se torna uma dona de casa e depois uma kyoiku mama (mãe de educação) após o casamento.

## História cultural
Considerava-se que o gênero sexual tinha um princípio importante de estratificação durante a história do Japão, mas à luz de descobertas recentes, isto está sendo questionado. A elaboração cultural das diferenças de gênero variaram com o tempo e entre as diferentes classes sociais. No século VIII, o Japão teve imperatrizes mulheres, e no século XII (período Heian), por exemplo, as mulheres no Japão poderiam herdar propriedades em seu próprio nome e administrá-las: "As mulheres poderiam possuir propriedades, receberem educação e lhes era permitido, se discretas, ter amantes" Há também evidência de mulheres com altos cargos na sociedade durante o período Kamakura, e registros deixados pelo missionário português Luís Fróis do século XVI descrevendo como as mulheres japonesas na época poderiam escolher casar e se divorciar livremente, executar abortos e ter relações sexuais abertas. Acredita-se hoje que devido à influência do animismo xintoísta, as mulheres e o ato sexual eram considerados divinos no Japão antigo.
Foi a partir do final do período Edo que o status das mulheres começou a diminuir. Durante o período Meiji, a industrialização e a urbanização diminuíram a autoridade dos pais e maridos, mas ao mesmo tempo o Código Civil Meiji de 1898 (especificamente a introdução do sistema sistema "ie") negou às mulheres direitos legais e as subjugou à vontade dos líderes das famílias, embora tenha surgido alguma evidência em tempos recentes indicando que o sistema patriarcal na época era mais uma fachada (descrita como um "tatemae") e que os gêneros eram ainda quase iguais.
Após a Segunda Guerra Mundial, a posição legal das mulheres foi redefinido pelas autoridades da ocupação, que incluíram uma cláusula de direito iguais na Constituição de 1947 e no Código Civil revisto de 1948. Os direitos individuais deram lugar à obrigação para com a família. As mulheres, bem como os homens, tinham o direito de escolher esposas e ocupações, herdar e possuir propriedades em seus próprios nomes e manter a custódia de seus filhos.
Foi dado o direito ao voto às mulheres em 1946. Outras reformas pós-guerra abriram as instituições de educação às mulheres e exigiram que as mulheres recebessem pagamento igual por trabalhos iguais. Em 1986, a Lei de Oportunidade Igual de Emprego entrou em vigor. Legalmente, algumas barreiras para a participação igualitária das mulheres na vida da sociedade permaneceram.

## Educação e participação na força de trabalho japonês

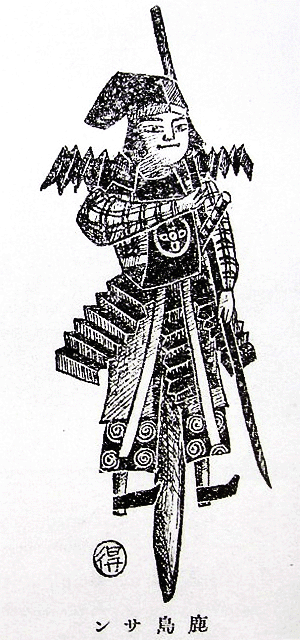
marietas

Tradicionalmente, a noção expressa no provérbio "Boa Esposa, Boa Mãe" influenciou as crenças sobre os papéis dos gêneros. A maioria das mulheres não podiam perceber esse ideal, mas muitas acreditavam, por elas próprias, por seus filhos e pelos melhores interesses da sociedade que elas permaneciam em casa para se doarem aos seus filhos, pelo menos quando eles ainda eram novos.
Muitas mulheres encontraram satisfação na vida familiar e nas realizações de seus filhos, ganhando um sentimento de realização ao fazer bons trabalhos como administradoras do lar e mães. Na maioria das casas, as mulheres são responsáveis pelos orçamentos da família e fazem decisões independentemente sobre a educação, carreiras e estilos de vida de suas famílias. As mulheres também levam a culpa social por problemas dos membros da família.
As oportunidades educacionais das mulheres aumentaram no século XX. Entre os novos trabalhadores em 1989, 37% das mulheres haviam recebido educação além do ensino fundamental, comparando com 43% dos homens, mas a maioria das mulheres receberam educação no ensino médio ou técnico ao invés de universidades e faculdades (ver Educação no Japão).

## Participação na força de trabalho
Uma nova geração de mulheres letradas está emergindo, que está procurando uma carreira como uma mulher trabalhadora sem marido ou filhos. As mulheres japonesas estão entrando para a força de trabalho em números crescentes. Em 1987, havia 24,3 milhões de mulheres trabalhando (40% da força de trabalho) e elas contribuíam com 59% do aumento no emprego de 1975 a 1987. A taxa de participação das mulheres na força de trabalho (a razão das que estavam trabalhando em relação a todas as mulheres com mais de quinze anos) subiu de 45,7% em 1975 para 50,6% em 1991 e esperava-se atingir 50% em 2000.
Em 1990, aproximadamente 50% de todas as mulheres com mais de quinze anos participavam da força de trabalho paga. Na época, duas grandes mudanças na força de trabalho feminina estavam ocorrendo. A primeira era um movimento do emprego das donas de casa. As camponesas e as mulheres das famílias mercadoras e artesãs sempre trabalharam. Com o auto-emprego tornando-se menos comum, no entanto, o padrão mais comum era a separação da casa e do local de trabalho, criando novos problemas de cuidado de crianças, cuidado de idosos e responsabilidades de manutenção da casa. A segunda grande mudança foi a participação crescente das mulheres casadas na força de trabalho.
Na década de 1950, a maioria das mulheres empregadas eram jovem e solteira. 62% da força de trabalho feminina em 1960 nunca tinha se casado. Em 1987, cerca de 66% da força de trabalho feminina era casada e apenas 23% era composto de mulheres que nunca se casaram. Algumas mulheres continuaram a trabalhar após o casamento, muitas vezes em cargos profissionais e do governo, mas seus números eram pequenos. Outras iniciaram seus próprios negócios ou cuidam de empresas familiares.

### Mudanças na sociedade japonesa

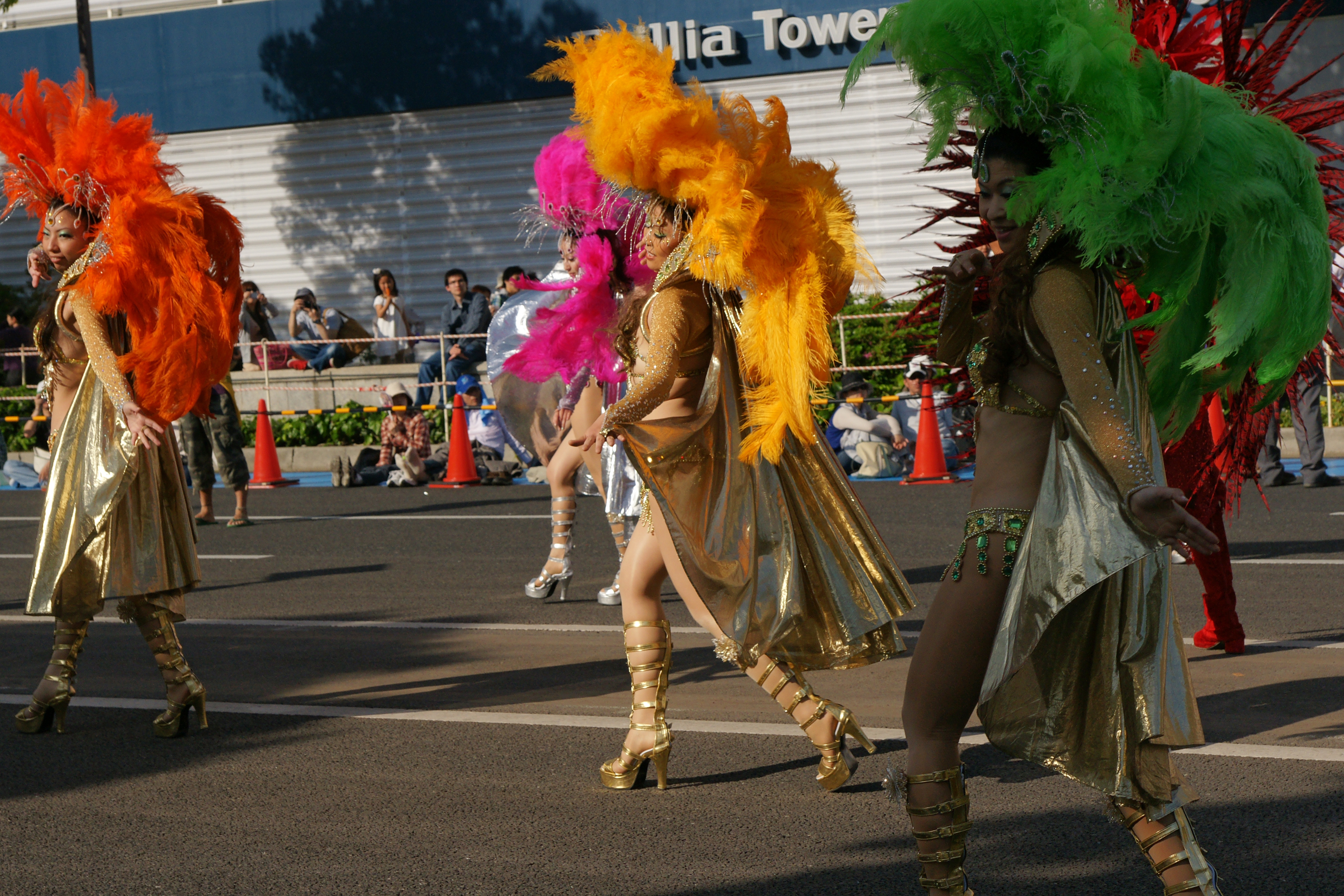
Mulheres no Kobe Matsuri

Mais comumente, as mulheres deixavam o trabalho pago após o casamento, retornando após seus filhos mais novos entrarem para a escola. Essas recrutas de meia-idade geralmente pegam empregos com baixo pagamento, de meio período, em serviços ou fábricas. Elas continuaram a ter responsabilidade quase total pela casa e pelos filhos e, frequentemente, justificavam seus empregos como uma extensão de suas responsabilidades por cuidar de suas famílias. Apesar do apoio legal pela igualdade e algum desenvolvimento em seus status, as mulheres casadas entenderam que os empregos de seus maridos demandavam longas horas e comprometimento extremo. Como as mulheres ganhavam uma média de 60% dos salários dos homens, a maioria não achava vantajoso pegar empregos de período integral, de responsabilidade, se ao fazer isso não sobrasse ninguém para administrar a casa e cuidar dos filhos.
O status das mulheres na força de trabalho passou a mudar no final da década de 1980, muito provavelmente como um resultado de mudanças trazidas pelo envelhecimento da população (ver idosos no Japão). Expectativas maiores de vida, famílias menores, menos nascimentos e menos expectativas de ser cuidado pelos seus filhos levaram as mulheres a participarem mais da força de trabalho. Ao mesmo tempo, as oportunidades de empregos na área de serviços na economia pós-industrial expandiram e havia menos formandos homens para preenchê-las.
Alguns dos mesmos fatores demográficos – baixa taxa de fecundidade e alta expectativa de vida – também mudaram as demandas do local de trabalho por maridos. Por exemplo, os homens reconheceram suas necessidades de um tipo diferente de relacionamento com suas esposas antes do longo período de pós-aposentadoria.
O status das mulheres japonesas está sofrendo mudanças. No momento, as posições socioeconômicas das mulheres estão mudando, bem como as políticas sobre as mães no Japão contemporâneo. Acadêmicas feministas no Japão focaram no conteúdo de textos culturais suas críticas de gênero no país ao invés da negociação e interpretação pelos consumidores de mídia.